# Bodilus marani
Bodilus marani är en skalbaggsart som beskrevs av Vladimir Balthasar 1929. Bodilus marani ingår i släktet Bodilus och familjen Aphodiidae. Inga underarter finns listade.